# Исландский орден масонов
Исландский орден масонов (исл. Frímúrarareglan á Íslandi) (ИОМ), также известный как Великая ложа Исландии, является руководящим органом регулярного масонства в Исландии.

## История
История масонства в Исландии началась, когда в 1913 году в столице Исландии в Рейкьявике было создано «Общество братьев» Эдда. В 1918 году Эдда стала инструкционной ложей. В следующем году, 6 января 1919 года, она стала полноценной ложей. С 1919 года в Исландии насчитывалось в общей сложности двенадцать полноценных регулярных лож и шесть инструкционных лож.
Исландское масонство находилось под юрисдикцией Датского ордена масонов до 1951 года, когда Великая ложа Дании инсталлировала Великую ложу Исландии в качестве суверенного ордена.
Исландское масонство действует в соответствии со Шведским уставом, который является доминирующей системой в Скандинавии. В отличие от других форм масонства, Шведский устав состоит из одиннадцати градусов, которые составляют с тремя первыми градусами единое целое. В рамках Шведского устава Исландский орден масонов требует, чтобы его члены исповедовали веру в христианство.
На 15 марта 2011 года в ордене состоит около 3 500 масонов в 17 ложах.

## Известные члены
- Аусгейр Аусгейрссон — второй президент Исландии, великий мастер ордена[4]
- Свейдн Бьёрнссон — регент и первый президент Исландии, великий мастер ордена[5][1]
- Vilhjálmur Þór — министр иностранных дел, управляющий Центральным банком Исландии[1]
- Magnús Jónsson — министр финансов Исландии[4]
- Ludvig Kaaber[6] — бизнесмен, великий мастер[4]